# Пасмина
Пасмина је специфична група домаћих животиња које имају хомоген изглед (фенотип), хомогено понашање и/или друге карактеристике које је разликују од других организама исте врсте. У литератури постоји неколико незнатно одступајућих дефиниција. Расе се формирају генетском изолацијом и природном адаптацијом на животну средину или селективним узгојем, или комбинацијом ово двоје. Упркос централном значају идеје „пасмине“ у сточарству и пољопривреди, не постоји јединствена, научно прихваћена дефиниција појма.:340 Теоријским разматрањима је показано да је за појам пасмина постоји бесконачан број различитих различитих дефиниција, које мање-више испуњавају уобичајене захтеве који се налазе у литератури. Раса стога није објективна или биолошки проверљива класификација, већ је уместо тога жаргонски термин међу групама одгајивача који деле консензус око тога који квалитети чине неке припаднике дате врсте члановима одређене подгрупе.
Друга тачка гледишта је да је раса довољно конзистентна по типу да се логички групише и када се пари унутар групе производи исти тип. Када се узгајају заједно, индивидуе исте расе преносе ове предвидљиве особине на своје потомство, а ова способност – позната као „прави узгој“ – је услов за пасмину. Биљне пасмине су познатије као култивари. Потомство произведено као резултат узгоја животиња једне пасмине са другим животињама друге пасмине је познато као мелези или мешанци. Укрштања између животињских или биљних варијанти изнад нивоа пасмине/култивара (тј. између врста, подврста, ботаничких варијетета, чак и различитих родова) се називају хибриди.
У биолошкој таксономији, пасмина је неформални ранг у таксономској хијерархији за који постоје различите дефиниције. Понекад се то користи да се означи ниво испод нивоа подврсте, док се у другим случајевима користи као синоним за подврсту. Коришћена је као виши ранг од соја, при чему неколико сојева који чине једну пасмину. Пасмине могу бити генетски различите популације индивидуа унутар исте врсте, или се могу дефинисати на друге начине, нпр. географски, или физиолошки. Генетска изолација између пасмина није потпуна, али су се можда накупиле генетске разлике које (још) нису довољне да се раздвоје врсте.
Многи извори препознају овај термин, мада њега не регулише ниједан од формалних кодекса биолошке номенклатуре. Таксономске јединице испод нивоа подврсте се обично не примењују на животиње.

## Оплемењивање: селекција по узгајивачима
Узгајивач (или група одгајивача) који у почетку успостављају расу то чине одабиром појединачних животиња из генског фонда за које виде да имају неопходне квалитете потребне за побољшање модела расе којем теже. Ове животиње се називају темељним фондом. Штавише, одгајивач пари најпожељније представнике расе са своје тачке гледишта, са циљем да такве карактеристике пренесе на њихово потомство. Овај процес је познат као селективни узгој. Писани опис пожељних и непожељних представника расе се назива стандардом расе.

## Карактеристике расе
Специфичне карактеристике расе, познате и као особине расе, су наслеђене, а чистокрвне животиње преносе такве особине из генерације у генерацију. Дакле, сви примерци исте расе носе неколико генетских карактеристика оригиналних основних животиња. Да би задржао расу, одгајивач би изабрао оне животиње са најпожељнијим особинама како би постигао даље одржавање и развој таквих особина. У исто време, раса би избегавала животиње које имају карактеристике непожељне или нису типичне за расу, укључујући грешке или генетске дефекте. Популацију у оквиру исте расе треба да чини довољан број животиња за одржавање расе у оквиру наведених параметара без потребе принудног инбридинга.
Домаће расе животиња се обично разликују од земље до земље и од нације до нације. Расе које потичу из одређене земље познате су као „домаће расе” те земље.